# Унгуряну, Эмил
Эмил Унгуряну (рум. Ungureanu; 1 ноября 1936, Тыргу-Жиу — 2012) — румынский шахматист, международный мастер (1978).
В составе сборной Румынии участник 3-х Олимпиад (1968—1972) и 2-х командных чемпионатов Европы (1973—1977).